# Mitoc (Leorda), Botoșani
Mitoc este un sat în comuna Leorda din județul Botoșani, Moldova, România.